# Bank Spółdzielczy w Proszowicach
Bank Spółdzielczy w Proszowicach – bank spółdzielczy z siedzibą w Proszowicach, powiecie proszowickim, województwie małopolskim, w Polsce. Bank zrzeszony jest w Grupie Banku Polskiej Spółdzielczości S.A.
Oprócz powiatu proszowickiego bank posiada placówki na terenie powiatów krakowskiego, miechowskiego i kazimierskiego.

## Historia
Spółdzielnia Oszczędnościowo-Pożyczkowa w Proszowicach powstała w 1928. Jeszcze przed II wojną światową zmieniono nazwę na Bank Spółdzielczy Ziemi Proszowickiej. W 1940 do banku przyłączono 6 kas Stefczyka z okolicznych miejscowości. 16 stycznia 1945 roku wszystkie dokumenty banku spłonęły w wyniku działań wojennych.
W 1950 zmieniono nazwę na Gminna Kasa Spółdzielcza w Proszowicach oraz podobnie jak w przypadku innych banków spółdzielczych, zlikwidowano samodzielność podmiotu. Wówczas też przyłączono do niej cztery okoliczne kasy Stefczyka. W 1956 ponownie zmieniono nazwę na Kasa Spółdzielcza w Proszowicach, a w późniejszych latach na Bank Spółdzielczy w Proszowicach.
Po upadku komunizmu w Polsce i uzyskaniu przez bank samodzielności, nastąpił jego rozwój. 1 stycznia 1999 do Banku Spółdzielczego w Proszowicach przyłączono Bank Spółdzielczy w Racławicach oraz Bank Spółdzielczy w Skalbmierzu, a w kolejnych latach także Bank Spółdzielczy w Niegardowie (w 2000) i Bank Spółdzielczy w Wawrzeńczycach.

## Władze
W skład zarządu banku wchodzą:
- prezes zarządu
- 2 wiceprezesów zarządu.
- członek zarządu.

Czynności nadzoru banku sprawuje 14-osobowa rada nadzorcza.

## Placówki
- centrala w Proszowicach, ul. Krakowska 53
- oddziały:
  - Niegardów
  - Racławice
  - Skalbmierz
  - Wawrzeńczyce
- punkty kasowe:
  - Proszowice (5 punktów)
  - Kościelec
  - Klimontów
  - Topola
  - Pałecznica
  - Racławice
  - Koniusza
  - Posądza
  - Wawrzeńczyce (2 punkty)
  - Igołomia